# Tianjiang
Tianjiang (kinesiska: 田江, 田江乡) är en socken i Kina. Den ligger i provinsen Hunan, i den södra delen av landet, omkring 180 kilometer sydväst om provinshuvudstaden Changsha. Antalet invånare är 12138. Befolkningen består av 6 211 kvinnor och 5 927 män. Barn under 15 år utgör 20,0 %, vuxna 15-64 år 70 %, och äldre över 65 år 8,0 %.
Genomsnittlig årsnederbörd är 1 592 millimeter. Den regnigaste månaden är maj, med i genomsnitt 235 mm nederbörd, och den torraste är oktober, med 45 mm nederbörd.